# Split Second
Split Second (titulada Segundo sangriento en España y Fracción de segundo en Hispanoamérica), es una película de ciencia ficción distópica de serie B de 1992 dirigida por el director británico Tony Maylam con la colaboración de Ian Sharp y protagonizada por Rutger Hauer y Kim Cattrall.

## Argumento
En el año 2008, la ciudad de Londres ha quedado varios metros sumergida bajo el agua como consecuencia del calentamiento global, que ha causado que el río Támesis se haya desbordado, un fenómeno que también ha ocurrido por todo el mundo. Por ello la moderna y gran urbe de Londres se ha convertido ahora en una gigantesca charca con graves problemas de salubridad. 
La ley y el orden han desaparecido entre el caos que ha surgido por ello y en ese caos el oficial de policía novato Dick Durkin es asignado como compañero de Harley Stone, un detective que, tras la muerte de su compañero a manos de un sicópata hace años, se ha vuelto un cínico detective, descrito como alguien que sobrevive a base de "ansiedad, café y chocolate". El jefe de policía ordena a Durkin que se quede con Stone en todo momento e informe cualquier comportamiento inestable que lo comprometa a él o a la institución. 
Sin embargo, el asesino ha vuelto, las muertes han comenzado de nuevo y Stone está obsesionado con el caso. Después de investigar las escenas de varios asesinatos, no parecen estar más cerca de identificar al asesino, aunque Stone parece compartir algún tipo de conexión psíquica con él. Sus únicas pistas son que los asesinatos parecen estar relacionados con el ciclo lunar, y que el asesino toma un órgano de cada víctima, aparentemente para comérselo. El análisis de laboratorio de la sangre que quedó durante un encuentro muestra que el asesino de alguna manera ha absorbido el ADN de sus víctimas. Para complicar las cosas está el regreso de Michelle, la esposa de Foster, con quien Stone tuvo una aventura.
Mientras intentan descubrir los motivos y el patrón del asesino, Durkin comienza a comprender a Stone. Durkin plantea la hipótesis de que el asesino se está burlando de Stone, lo sigue y luego mata a alguien en cada lugar que el detective ha visitado. El asesino ataca a una mujer en el edificio de apartamentos donde vive Stone, luego secuestra a Michelle mientras los dos detectives están abajo. 
Tras rastrear al asesino en los túneles inundados del metro de Londres, descubren que no es humano. En realidad, es una criatura demoníaca rápida, salvaje y sedienta de sangre. Durkin deduce que Stone escapó de él hace diez años, y ahora el monstruo está obsesionado con matarlo como hizo con Foster, por lo que cada muerte y aparición suya es un intento de atraer a Stone cada vez más cerca y la enorme herida en el pecho que Stone sufrió hace años cuando fue atacado durante la muerte de Foster es lo que creó el vínculo psíquico entre él y la criatura. Durante la búsqueda Durkin es emboscado por la criatura, pero lo deja vivir tras escribir con sus garras en su piel un mensaje para Stone, esto permite al joven una conexión con el monstruo aunque también lo vuelve tan errático como su compañero.
Finalmente, al enterarse de dónde hace su guarida la criatura, Stone y Durkin se dirigen al área, equipados con armamento pesado y confiando en que Stone lo encontrará como siempre lo hace. En una estación de tren subterránea abandonada encuentran a Michelle suspendida sobre el agua como un cebo obvio, pero Stone la libera de todos modos, lo que hace que la criatura aparezca. Durante la pelea, Durkin hiere el pecho de la criatura, lo que le permite a Stone sacar el corazón del monstruo y matarlo.

## Reparto
- Rutger Hauer como Harley Stone.
- Kim Cattrall como Michelle.
- Neil Duncan como Dick Durkin.
- Michael J. Pollard como El Caza-ratas.
- Alun Armstrong como el Jefe de Departamento.
- Pete Postlethwaite como Paulsen.
- Ian Dury como Jay Jay.
- Roberta Eaton como Robin.
- Tony Steedman como O'Donnell.
- Steven Hartley como Foster.
- Sara Stockbridge como Tiffany.
- Ken Bones como el Experto forense.
- Daimon Richardson como el Agente de policía.
- Dave Duffy como Nick 'El Barman'.
- Colin Skeaping como Borracho.
- Stewart Harvey-Wilson como el Asesino.
- Tina Shaw como la Estríper.

## Producción
Laura Gregory, presidenta de Challenge Films, declaró que la participación de Rutger Hauer supuso el punto de inflexión en la producción de Split Second. «El interés de Rutger por el proyecto fue lo que consiguió que  realmente este siguiera adelante. Él leyó el guion, llamó el director mientras se encontraba en pleno vuelo por encima de Alaska y dijo: "Ven a verme a Los Ángeles dentro de dos días"». 
La película fue filmada en ocho semanas y su preproducción duró 21 días. En esa película Stephen Norrington (Blade) actuó como diseñador de efectos de criaturas y supervisor de FX. Adicionalmente, en esa producción cinematográfica, Kim Cattrall todavía lleva el peinado que lucía en la película Star Trek VI: aquel país desconocido (1991), lo que indica que el rodaje de Segundo sangriento tuvo lugar poco después de que hubiera finalizado dicho film. Cabe también añadir, que las escenas de la batalla final en el metro de Londres fueron rodadas por el director británico Ian Sharp después de que este sustituyera a Tony Maylan, que fue despedido por razones desconocidas.

## Recepción
La película recibió críticas mixtas. Fue estrenada en Estados Unidos en 1992, siendo un fracaso de taquilla con una recaudación de 5.430.822 de dólares sobre un presupuesto de 7.000.000. Sin embargo, pese al fracaso, ha ido ganando un creciente culto con los años.
Cabe destacar, que algunas escenas se borraron de todas las versiones de VHS y DVD. Estas incluyen un sueño y un asesinato como secuencias adicionales junto con una introducción de la novia de Durkin, que se acredita en todas las versiones de la película como el personaje de Robin, interpretada por la actriz Roberta Eaton, pese a que su escena sólo figura en las versiones para televisión viejas de la película, que al parecer incluía algunas de las otras escenas eliminadas. En la escena eliminada de Eaton su personaje está enfadado con Durkin porque él llevaba mucho tiempo sin aparecer por casa, así que ambos deciden "ponerse al día".